# Instituto Turing

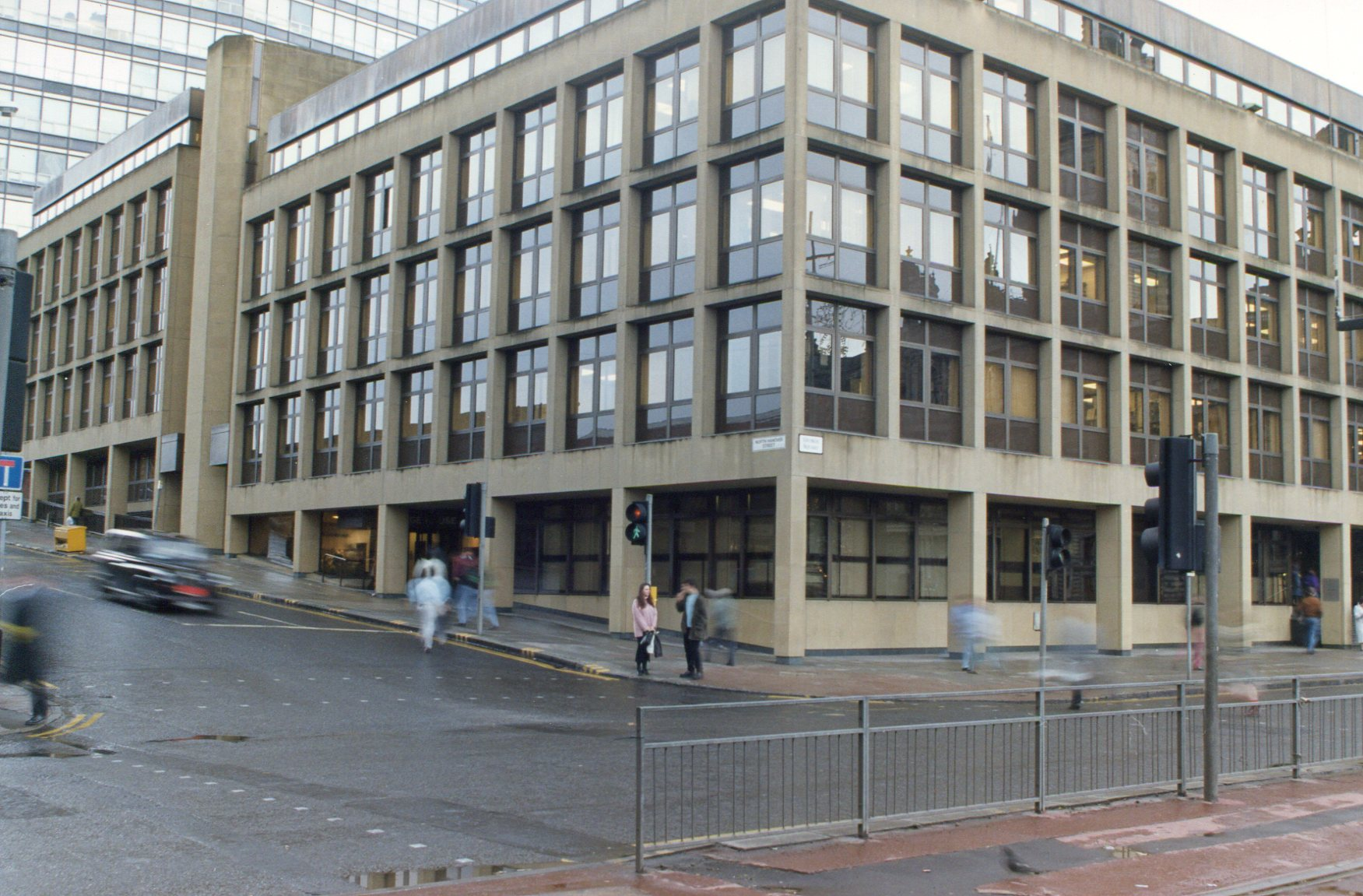
El Instituto Turing, George Square, Glasgow

El Instituto Turing fue un laboratorio de inteligencia artificial con sede en Glasgow, Escocia, entre 1983 y 1994. La empresa llevó a cabo investigaciones básicas y aplicadas, trabajando directamente con grandes empresas de Europa, Estados Unidos y Japón desarrollando software, además de proporcionar formación, consultoría y servicios de información.

## Formación

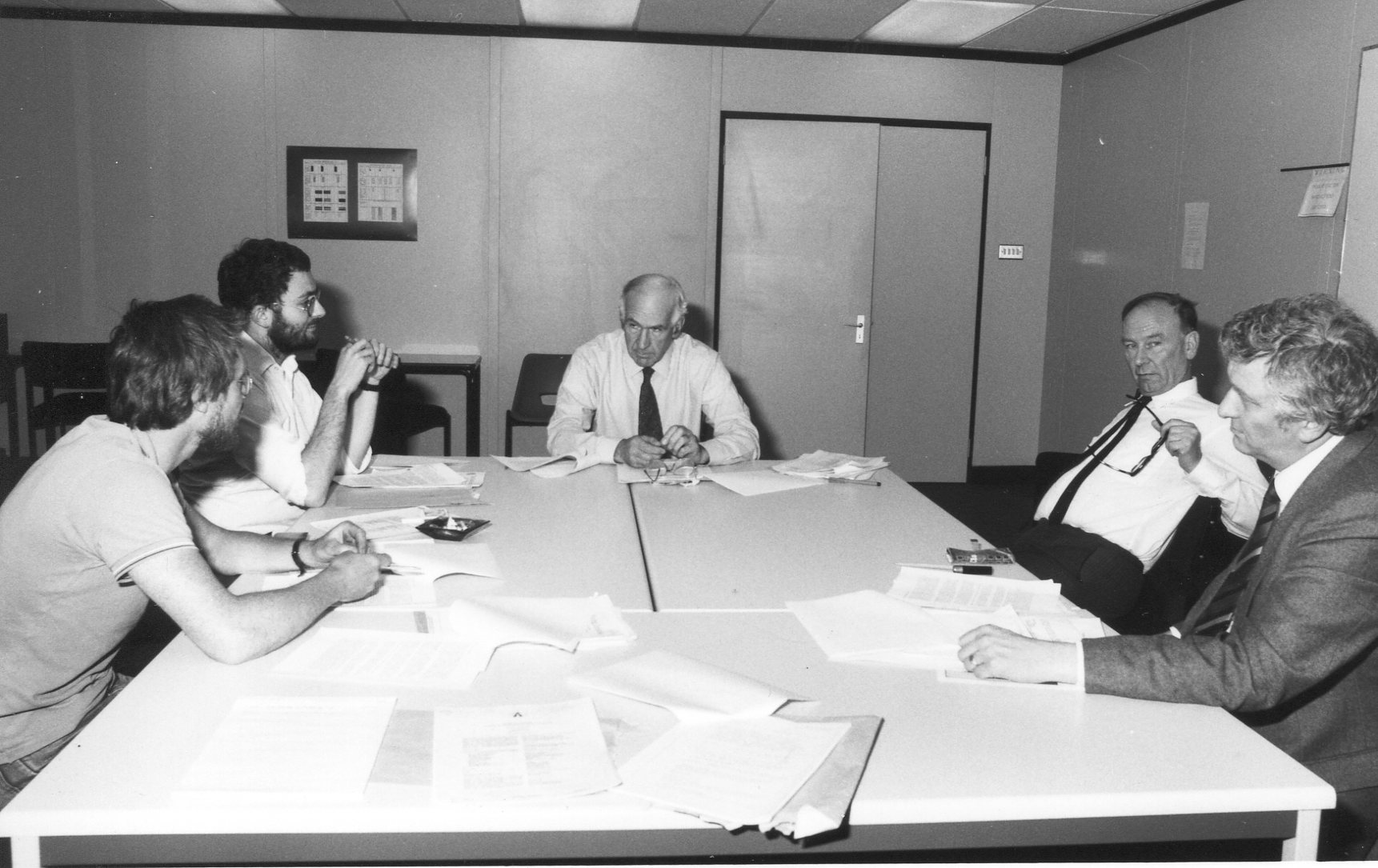
Reunión de la junta directiva del Instituto Turing 1984. De izquierda a derecha: Peter Mowforth, Tim Niblett, Lord Balfour, Donald Michie y Jim Alty.

El Instituto fue formado en junio de 1983 por Donald Michie, Peter Mowforth y Tim Niblett. El Instituto lleva el nombre de Alan Turing quien Donald Michie había trabajado en Bletchley Park durante la Segunda Guerra Mundial.
La organización surgió de la Unidad de Investigación de Inteligencia Artificial de la Universidad de Edimburgo  con un plan para combinar la investigación en inteligencia artificial con la transferencia de tecnología a la industria. En 1983, Sir Graham Hills jugó un papel decisivo en el traslado del Instituto a Glasgow, donde, con el apoyo de la Agencia de Desarrollo Escocesa, estableció una estrecha relación de trabajo con la Universidad de Strathclyde.
Lord Balfour of Burleigh (presidente) y Shirley Williams se unieron a la junta junto con un equipo cada vez mayor de investigadores y especialistas en inteligencia artificial. Notable entre estos fue Stephen Muggleton, responsable del trabajo de desarrollo de la programación lógica inductiva.
El profesor Jim Alty trasladó su grupo Man Machine Interaction (HCI) (más tarde el Scottish HCI Center) al Instituto Turing en 1984. El traslado incluyó una expansión significativa de la escuela de posgrado en el Instituto. Jim Alty se unió a la Junta del Instituto Turing y se convirtió en Director Ejecutivo. El Centro HCI y el Instituto colaboraron en una amplia gama de proyectos.

## Centro de capacitación y recursos

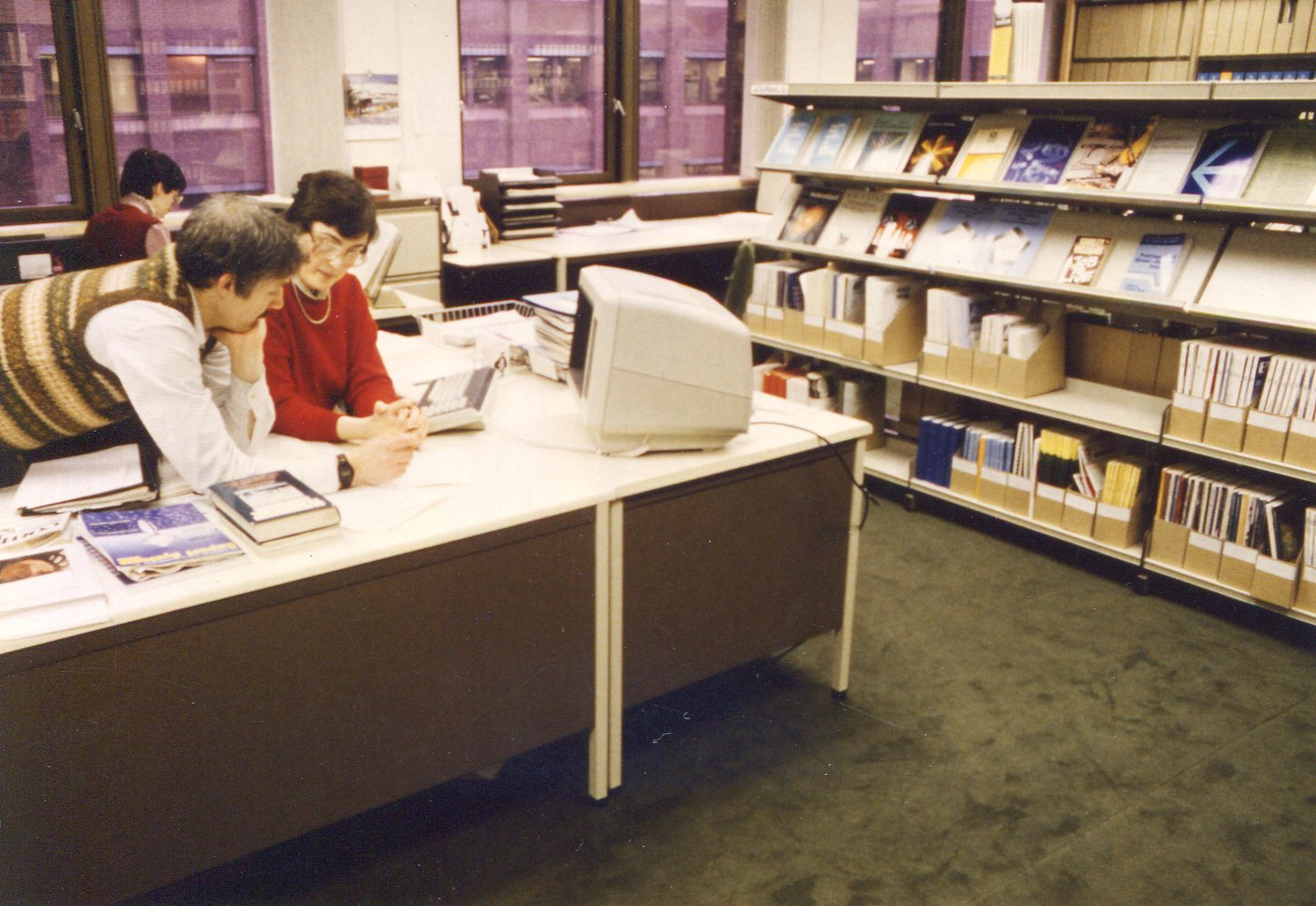
La biblioteca del Instituto Turing con la bibliotecaria en jefe Julia Wilkinson y Colin Lindsay.

En 1984, siguiendo el Informe Alvey del Gobierno del Reino Unido sobre IA , el Instituto se convirtió en un centro Alvey Journeyman  para el Reino Unido. Bajo la dirección de Judith Richards, empresas como IBM (ver: John Roycroft), Burroughs, British Airways, Shell, y Unilever enviaron investigadores para desarrollar nuevas aplicaciones industriales de IA. La Biblioteca del Instituto Turing se formó en 1983 y creció vendiendo el acceso mediante suscripción a sus Servicios de Información. La biblioteca desarrolló una gran base de datos electrónica de búsqueda de contenido de la mayoría de los principales centros de investigación y desarrollo de IA de todo el mundo. Los afiliados de la biblioteca se registraron en el sistema mediante acceso telefónico y recibieron resúmenes semanales de los elementos recién agregados que se podían solicitar o descargar como resúmenes. La editorial Addison-Wesley desarrolló una estrecha relación de trabajo y publicó la serie de libros Turing Institute Press.
En 1984, Jim Alty escribió un libro de texto que fue adoptado por muchas universidades y un artículo muy citado sobre sistemas expertos (con Mike Coombs).
A lo largo de su existencia, el Instituto organizó una amplia gama de talleres y conferencias internacionales. Entre ellos se destacó la Serie de Conferencias Conmemorativas de Turing, cuyos oradores incluyeron a Tony Hoare, Herbert Simon, y John McCarthy. Las principales conferencias incluyeron The British Association (147.ª conferencia en 1985), BMVC'91, IEEE International Symposium on Intelligent Control (1992)  y Machine Intelligence Series.

## Investigación y desarrollo
El Instituto obtuvo fondos de investigación de Westinghouse Corporation después de que desarrolló un sistema basado en reglas de aprendizaje automático para mejorar la eficiencia de una planta de energía nuclear. La financiación de la investigación se utilizó para lanzar el proyecto de robótica avanzada Freddy 3 destinado a estudiar el aprendizaje y la interacción social de los robots. Barry Shepherd desarrolló gran parte de la infraestructura de software de Freddy 3. Tatjana Zrimec usó el sistema para investigar cómo los robots que juegan pueden desarrollar conocimiento estructurado sobre su mundo mientras que Claude Sammut usó el sistema para investigar el control y el aprendizaje automático y ayudó a desarrollar el aprendizaje por refuerzo.  Ivan Bratko realizó varias visitas al Instituto Turing para realizar investigaciones en aprendizaje automático y robótica avanzada.

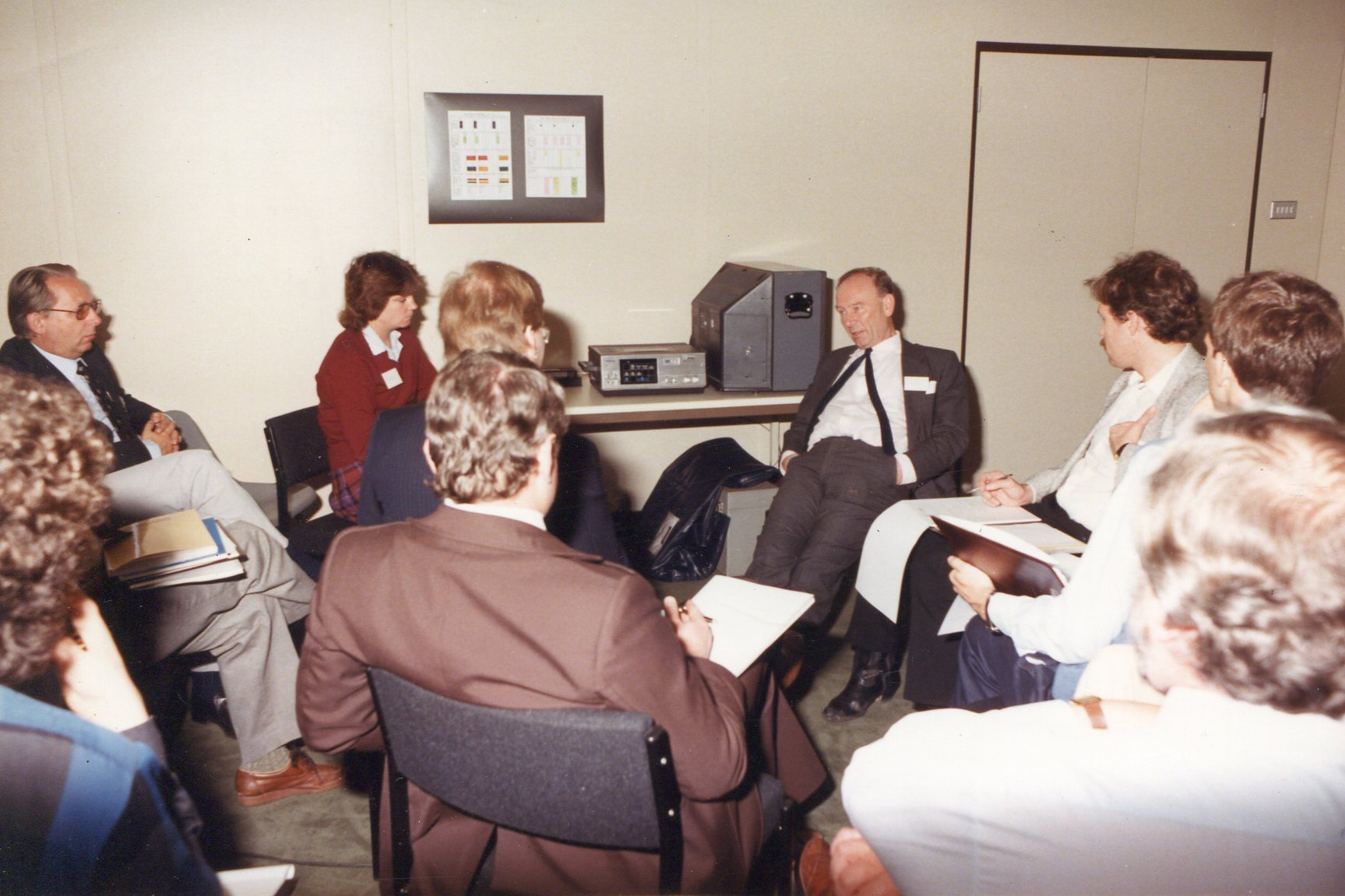
El profesor Donald Michie enseñando a un grupo de estudiantes industriales, 1986

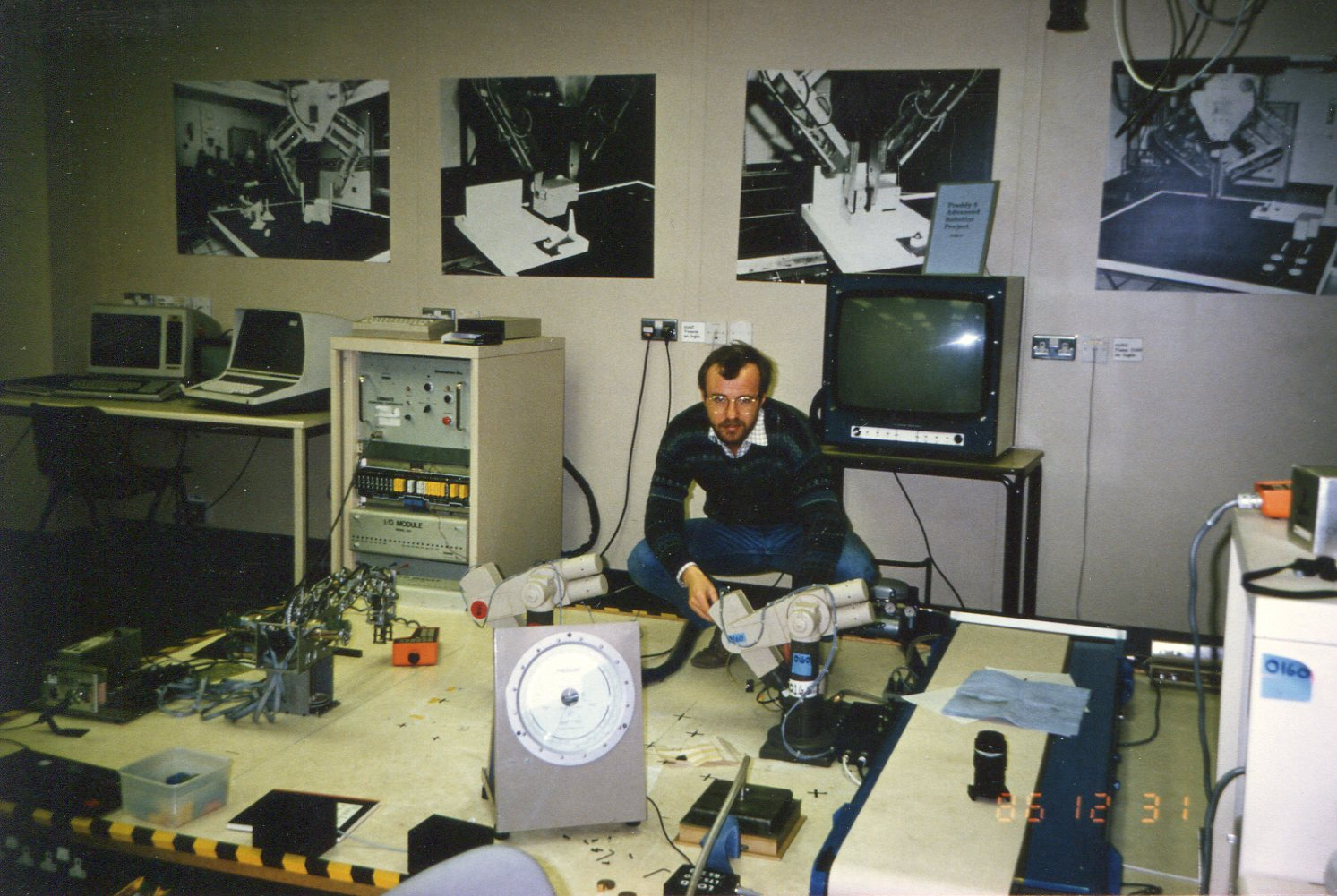
Peter Mowforth con Freddy 3 Advanced Robotics Facility, 1987

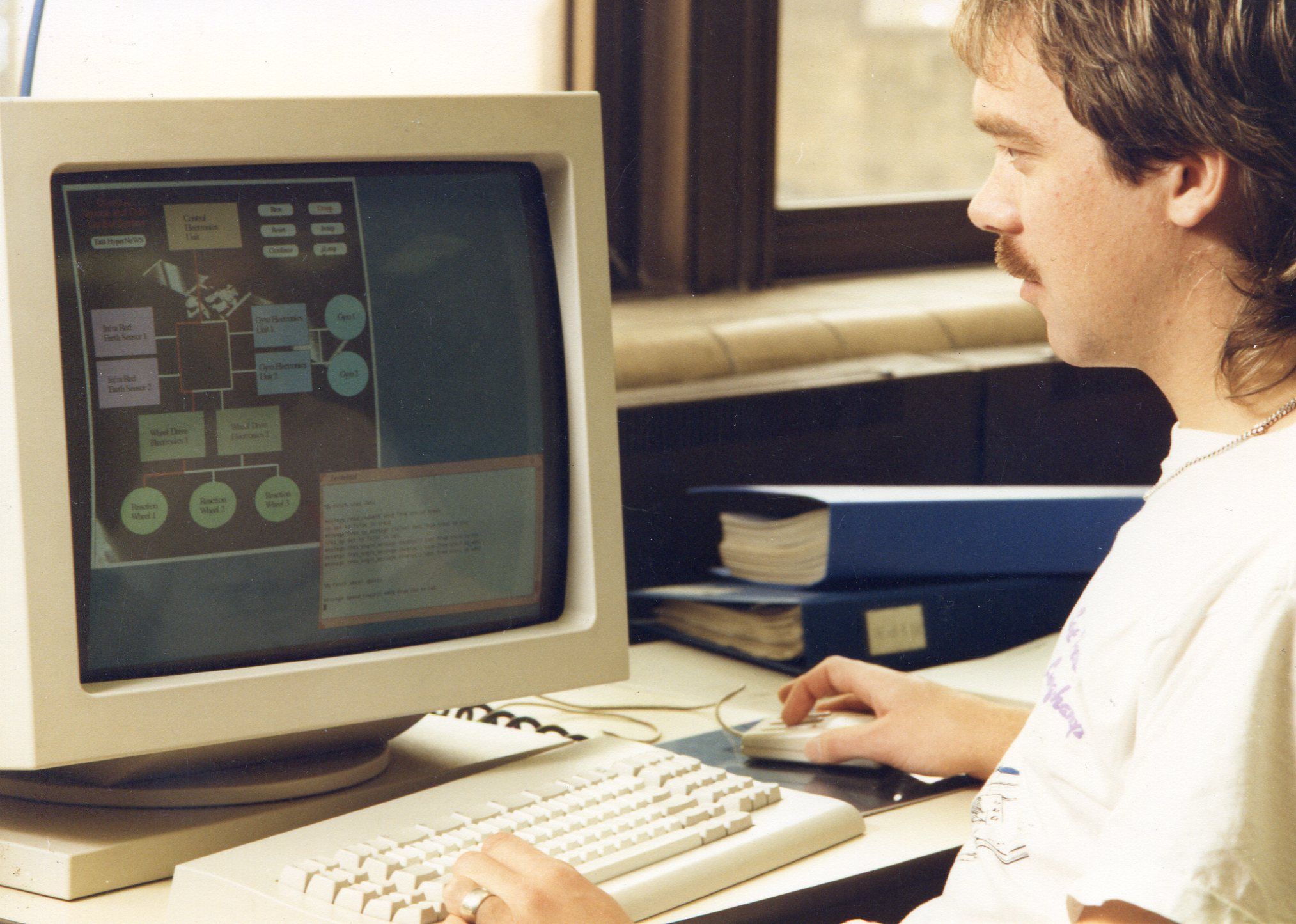
Danny Pearce usa HyperLook para ayudar a desarrollar una simulación de satélite para la Agencia Espacial Europea en 1988

El Instituto llevó a cabo varios proyectos para el ejército estadounidense (por ejemplo, asignación de personal para la Oficina de Investigación Naval de los Estados Unidos), puntuación de tarjetas de crédito para un banco sudafricano  y clasificación de semillas para la Agencia Escocesa de Ciencias Agrícolas. Otros grandes proyectos incluyeron ESPRIT Machine Learning Toolbox que desarrolla CN2 y análisis de gel electroforético con Unilever.
En 1984, el Instituto trabajó bajo contrato con Radian Corp para desarrollar código para el auto-aterrizador del transbordador espacial. El código fue desarrollado con un generador de reglas inductivas, Rulemaster, usando ejemplos de entrenamiento de un simulador de la NASA. Más tarde, Danny Pearce utilizó un enfoque similar para desarrollar modelos cualitativos para controlar y diagnosticar satélites para la ESA así como para optimizar el flujo de gas en el Mar del Norte para Enterprise Oil. Se utilizaron enfoques similares basados en autómatas de equilibrio de polos para controlar vehículos sumergibles y desarrollar un sistema de control para helicópteros que transportan cargas con eslingas. Stephen Muggleton y su grupo desarrollaron la programación lógica inductiva y participaron en el uso práctico del aprendizaje automático para la generación de conocimiento experto. Las aplicaciones incluyeron el descubrimiento de reglas para el plegamiento de proteínas (con Ross King) y el diseño de fármacos  así como sistemas como CIGOL que fueron capaces de descubrir nuevos conceptos e hipótesis.
En 1986, el grupo HCI de Jim Alty ganó un importante contrato ESPRIT 1 para investigar el uso de sistemas basados en el conocimiento en interfaces de control de procesos llamado GRADIENT (Graphical Intelligent Dialogues, P600). (con Gunnar Johannsen de la Universidad de Kassel), Peter Elzer (Universidad de Clausthal) y Asea Brown Boveri) para crear interfaces inteligentes para operadores de control de procesos. Este trabajo tuvo un gran impacto en el diseño de la interfaz de control de procesos. El informe de la fase piloto inicial (Alty, Elzer et al., 1985) fue ampliamente utilizado y citado. Se produjeron muchos artículos de investigación. Un gran proyecto de investigación de seguimiento de ESPRIT fue PROMISE (Entorno de soporte inteligente multimedia para operadores de procesos) en colaboración con DOW Benelux (Países Bajos), Tecsiel (Italia) y Scottish Power (Escocia).
En 1987, el Instituto Turing ganó un proyecto para crear un manual de usuario grande, escalable y disponible en red para S.W.I.F.T. El sistema similar a la web en todo el mundo se lanzó en 1988. Su éxito como recurso de hipertexto global para sus usuarios condujo a SWIFT que patrocina la serie de conferencias Turing Memorial.  La estrecha relación de trabajo llegó a su fin, en parte, cuando un miembro clave del equipo SWIFT, Arnaud Rubin, fue asesinado por una bomba terrorista en el vuelo 103 de Pan Am sobre Lockerbie.
Una de las relaciones comerciales más sólidas que tuvo el Instituto fue con Sun Microsystems. Sun financió una serie de proyectos en los que el personal clave del Instituto fueron Tim Niblett y Arthur van Hoff . Varios proyectos se referían al desarrollo de nuevas herramientas y entornos de interfaz de usuario (por ejemplo, GoodNews, HyperNews e HyperLook).
HyperLook fue escrito en PostScript y PDB, un compilador ANSI C a PostScript desarrollado en el Instituto, y se ejecutó en el sistema de ventanas NeWS de Sun. Don Hopkins, mientras estudiaba en el Instituto Turing, transfirió SimCity a Unix con HyperLook como interfaz.
Arthur van Hoff dejó el Instituto en 1992 y se unió a Sun Microsystems donde fue autor del compilador Java 1.0, la versión beta del navegador HotJava y ayudó con el diseño del lenguaje Java.
A lo largo de la década de 1980, el Grupo de Visión del Instituto Turing desarrolló herramientas y aplicaciones de múltiples escalas. Se desarrollaron e implementaron una serie de aplicaciones industriales en 3D utilizando la tecnología Multi-Scale Signal Matching (MSSM), específicamente:
- Modelado de cabezas en 3D[62]
- Navegación de robots[63]
- Vergencia estéreo de la cámara del robot en tiempo real[64]
- Modelado de terreno[65]
- Captura de huellas 3D en la escena del crimen para la Royal Canadian Mounted Police
- Reconstrucción maxilofacial y archivo digital de modelos de prótesis con Glasgow Dental School[66]
- Etiquetado del modelo cerebral con Guys Hospital[67]
- Métodos de hiperresolución para mejorar la calidad de imagen de CCTV para la policía de Strathclyde
- Seguimiento de objetivos de alta velocidad para el Ministerio de Defensa del Reino Unido
- Fondos virtuales y fotogrametría de cámara para retransmisiones televisivas de la BBC[68]
- Reconstrucción 3D de la forma de la carrocería a partir de modelos de cera; Ford Motor Company, Dearbourn, Estados Unidos.
- Con Sun Microsystems usaron un par de estereocámaras en miniatura para crear y volver a proyectar una vista normalizada y directa para teleconferencias.[69]

Se llevaron a cabo varios otros proyectos de robots en el Instituto Turing, donde los investigadores clave incluyeron a Paul Siebert, Eddie Grant, Paul Grant, David Wilson, Bing Zhang y Colin Urquhart (por ejemplo,).
En 1990, el Instituto Turing organizó y dirigió los Primeros Juegos Olímpicos de Robots con sede en la Universidad de Strathclyde.
A partir de 1989, la empresa enfrentó dificultades financieras que provocaron su cierre en 1994.